# PJ20 パール・ジャム トゥウェンティ
『PJ20 パール・ジャム トゥウェンティ』（Pearl Jam Twenty）は、キャメロン・クロウ監督による、パール・ジャムを題材としたドキュメンタリー映画である。
第36回トロント国際映画祭でプレミア上映が行われた。

## キャスト
- パール・ジャム
  - エディ・ヴェダー
  - ストーン・ゴッサード
  - ジェフ・アメン
  - マイク・マクレディ
  - マット・キャメロン
- クリス・コーネル
- カート・コバーン
- ニール・ヤング